# Ludność Jarosławia

## LudnośćJarosławia
- 1939 – 28 000
- 1946 – 19 376 (spis powszechny)
- 1950 – 19 722 (spis powszechny)
- 1955 – 21 900
- 1960 – 25 562 (spis powszechny)
- 1961 – 26 100
- 1962 – 26 200
- 1963 – 26 500
- 1964 – 27 000
- 1965 – 26 938
- 1966 – 27 100
- 1967 – 27 500
- 1968 – 27 600
- 1969 – 28 300
- 1970 – 29 208 (spis powszechny)
- 1971 – 29 500
- 1972 – 30 000
- 1973 – 30 300
- 1974 – 30 712
- 1975 – 31 310
- 1976 – 31 600
- 1977 – 32 900
- 1978 – 34 300 (spis powszechny)
- 1979 – 34 900
- 1980 – 35 969
- 1981 – 36 128
- 1982 – 37 066
- 1983 – 38 605
- 1984 – 39 579
- 1985 – 40 318
- 1986 – 40 896
- 1987 – 41 741
- 1988 – 40 892 (spis powszechny)
- 1989 – 41 351
- 1990 – 41 793
- 1991 – 42 352
- 1992 – 41 865
- 1993 – 42 001
- 1994 – 41 861
- 1995 – 41 823
- 1996 – 41 864
- 1997 – 41 759
- 1998 – 41 880
- 1999 – 41 841
- 2000 – 41 814
- 2001 – 41 788
- 2002 – 40 201 (spis powszechny)
- 2003 – 40 297
- 2004 – 40 523
- 2005 – 40 677
- 2006 – 40 518
- 2007 – 40 272
- 2008 – 40 723
- 2009 – 40 000
- 2010 – 39 499
- 2011 – 39 146
- 2012 – 39 426
- 2014 – 38 970
- 2016 – 37 395
- 2019 – 37 479
- 2023 – 35 610